# ジョージ・ラッセル (連続殺人犯)
ジョージ・ウォーターフィールド・ラッセル Jr.（英語: George Waterfield Russell Jr., 1958年4月 - ）は、The Charmer（魅惑者）と呼ばれた泥棒であり、1990年の夏にシアトルで3人の女性を殺害した連続殺人犯。殺害後、遺体を切り刻んで屍姦し、殺害現場に奇妙なポーズを取らせて捨てていった。彼は2回の終身刑を言い渡され、現在はクララムベイ矯正所に収監されている。

## 略歴
1958年、ジョイスとジョージ・ウォーターフィールド・シニアの子としてフロリダ州に生まれる。幼児期に両親は離婚し、ジョージは母親の新しい夫と暮らすためにワシントン州マーサーアイランドに引っ越した。16歳のときに彼は継父と住むことを強いられ、のちに継父は別の女性と再婚してい。共に生活するうちに、彼の継母に対する不適切な愛情は増していった。彼は継母をひそかに観察するようになり、それが理由で家を追い出された。以後は彼のおばと住むようになる。
少年時代から成人してしばらくするまでの間、ラッセルは窃盗や侵入窃盗で、何度も警察の世話になっていた。1971年には不登校のトラブルを起こす。彼には、罰に変わって、マーサーアイランド警察署で働く機会を得る。彼はこれを利用して女性を口説き、シアトル近辺のカクテルラウンジに出会いを求めて頻繁に通った。だが、彼は他人から拒絶されることが耐えられなかった。警察に成りすました件で、クラブから出入り禁止になり、それから間もなく、最初の殺人を犯している。
1987年にラッセルは公式に反社会性人格障害と診断される。

## 殺人
1990年6月から8月にかけて、ラッセルは3人の女性に性的暴行を加えた末に殺害している。いずれの犯行も、遺体はひどく切り刻まれ犯された上、グロテスクなポーズを取らされて事件現場に放置された。
- マリー・アン・ポールライヒ（27）- レッドモンドの住人。[1] ポールライヒの全裸の遺体はベルビューのレストラン駐車場の裏手で6月23日に発見された。[6]遺体は絞殺され、腕と足は棺に納められたように交差され、目の表面はプラスチックで覆われていた。
- キャロル・ベーテ（35）- カークランド出身。ベーテの遺体はベルビューにある彼女のアパートで8月9日に見つかった。[6] 彼女は頭部を殴られ、腕を噛まれて頭部にラップが巻かれた状態で、足は玄関に向けて拡げられ、ショットガンが性器に向けられていた。第一発見者はベーテの娘で、事件当夜に懐中電灯で家の中を探る人がいたのを見ていた[8] 。
- アンドレア・"ランディ"・レヴァイン（24）- カークランド出身。レヴァインの遺体はキングスゲートの8月31日に発見される。[6] 何度も刺されて、頭部は酷く殴られていた。喉に性具が押し込まれ、左手には 'More Joy of Sex'が置かれていた。いつも着けていたリングが消えていた。

## 裁判と投獄
9月12日、ラッセルは殺人容疑で逮捕される。被害者に残った精液のサンプルと、採取された繊維がベーテの事件の夜にラッセルが運転していたトラックのものと一致したことに加え、ラッセルがレヴァインが身に着けていたリング（彼がカナダの露天商から買ったと主張するもの）を別の女性に与えていた。 後日、指輪は質屋で見つかる。ラッセルは、いずれの事件でも無実を主張し、 電話インタビューでは、テッド・バンディの本を持っていることは認めたものの、彼のファンではないと否定している。 彼の否定したが、1991年10月、3件の殺人で有罪の判決が出た。裁判官のパトリシア・アトキンは無表情で判決文を読み上げた。
当時、彼の残忍な殺人事件は、そのときは未解決のゲインズビルで発生した5人の大学生が殺された事件と比較されたが、後にダニー・ローリングという別人の犯行と判明している。
1991年11月、ラッセルは陪審によって1件の第一級殺人と2件の悪質な第一級殺人の罪で有罪の判断が出される。 ジョージ・ラッセルには2つの終身刑に加えて28年の懲役の判決が下された。ラッセルは現在、クラムベイ矯正所に収容されている。

## メディア
- ジャック・オルセンが1995年に出版した本、"Charmer; A Ladies' Man and his Victims"で詳細に扱われている。
- 彼の事件は、有料チャンネルのInvestigation Discoveryの番組（Dead of Night, Secrets of the Morgue, City Confidential, Murder By Numbers）で何度も取り上げられている。Most Evil で分析され、22レベルの17番目に順位付けられた。
- アメリカのドキュメンタリー番組 The New Detectives のエピソード "Stranger than Fiction"で彼の事件を取り上げている。
- アメリカのテレビ局 Oxygenのドキュメンタリー番組のエピソード ”The Charmer" も彼の事件を扱っている。[12]